# Fabio & Mingo
Fabio & Mingo è stato un duo satirico italiano costituito da Fabio De Nunzio (Brindisi, 1965) e Domenico "Mingo" De Pasquale (Bari, 1966) noto per il ruolo di cosiddetti "inviati speciali" tra il 1997 e il 2015 nel programma televisivo Striscia la notizia.

## Biografia
Nati come volti della rete regionale Telenorba, nel 1997 divengono inviati per il programma quotidiano Striscia la notizia: i due personaggi si spostano per i territori della Puglia e saltuariamente anche in Basilicata, Campania e Molise, evidenziando i piccoli problemi della popolazione locale. Partecipano alla trasmissione sino all'aprile 2015, quando vengono licenziati a causa del confezionamento di servizi falsi. Successivamente Fabio viene scagionato da questa accusa.
Da novembre 2015 a giugno 2016 i due conduttori tornano a Telenorba, dove conducono il Tg di satira e denuncia Luciano, l'amaro quotidiano.
Mingo, dopo la maturità scientifica, frequenta Giurisprudenza all'Università di Bari. Nel 1985 partecipa a Roma al corso di recitazione diretto da Nino Scardina. Comincia come animatore, imitatore, attore in spettacoli di cabaret e lavora per il teatro, per la televisione e per il cinema. È stato, ed è ancora, protagonista di programmi televisivi su Telenorba quali Zero a Zero con Toti e Tata, Catene, Attenti a quei due… e Il Graffio con Enzo Magistà. È presente nei "corti" Lo spaventapasseri e Sali e Tabacchi, scritto e diretto da Tommy Dibari e Fabio Di Credico, e ha recitato nei cortometraggi: Il Signor H, insieme ad Alessandro Haber, diretto da Mirko Dilorenzo e prodotto da Alessandro Contessa, e Signor Gi Bi nel ruolo di Gino Boccasile, diretto da Nico Cirasola.
È protagonista di Gravi…danze, una commedia teatrale sulla fecondazione artificiale. Nel film Un Eroe a Roma è con il regista greco Theo Angelopoulos nel ruolo di un tassista. È testimonial della AABE (Associazione per l'adozione a distanza dei Bambini Eritrei) e ha realizzato spot e spettacoli sociali.
Nel 2016 partecipa al videoclip intitolato 'Gli Angeli', ideato dal cantautore Gaetano De Michele, progetto realizzato a sostegno dei ragazzi diversamente abili con la collaborazione delle associazioni Apl Paraplegici Lombardia, Anffas e ADVI Associazione Donne Volontarie Italiane di Taranto. Il testo della canzone è stato composto attraverso l'estrapolazione di frasi e pensieri espressi da ragazzi disabili.

### Il licenziamento da Mediaset
Durante la diretta della puntata di Striscia la notizia del 23 aprile 2015 una dichiarazione ufficiale del Gabibbo informava che, per ragioni non precisate, gli inviati pugliesi erano stati sospesi a titolo immediato da Striscia la notizia. Nella puntata del 5 maggio 2015 lo stesso Gabibbo spiegava che la rimozione era stata causata dall'asserita falsità sostanziale di due servizi della coppia, uno su una maga sudamericana e uno su un falso avvocato, casi definiti "messinscena". I due inviati replicavano di aver sempre operato come «attori nell'ambito dei servizi, prodotti esclusivamente nel rispetto delle precise indicazioni ricevute, assecondando, sempre, gli autori del programma nella scelta e nelle modalità di esecuzione dei servizi stessi». L'11 maggio seguente venivano indagati assieme ad altre tre persone per simulazione di reato e associazione a delinquere finalizzata alla truffa; ciò costava loro il licenziamento dal TG satirico e due denunce per truffa presentate da Mediaset e da Antonio Ricci. Successivamente, venivano individuati almeno dieci servizi "falsi", per una truffa di oltre 175.000 euro ai danni degli autori di Striscia la notizia. Dalle accuse viene scagionato Fabio, che viene giudicato estraneo ai fatti e anzi lui stesso ingannato da Mingo e dalla moglie di quest'ultimo Corinna Martino, nella costruzione dei falsi servizi con l'invenzione di fatti non reali e l'utilizzo di attori pagati. Fabio ha poi ricevuto le scuse ufficiali da parte di Striscia e di Antonio Ricci.

## Aspetti caratteristici
Aspetto caratteristico della coppia era il comportamento di fronte alle telecamere, situazione in cui era Mingo a spiegare e raccontare tutto mentre Fabio lo seguiva rimanendo sempre in silenzio e con espressione neutra, leitmotiv utilizzato anche durante i collegamenti con la trasmissione satirica di Antonio Ricci. Fabio ha comunque parlato rare volte: ad esempio in un servizio dalla Sardegna pronunciò più volte la tipica esclamazione sarda "Ajò"; in un altro girato a Termoli ha dato la buonanotte, seppur a bassa voce; infine ha salutato e ringraziato il pubblico in occasione di una loro presenza in studio per i 10 anni con Striscia. Quando la coppia iniziò a collaborare con Striscia, Fabio parlava più spesso; in Striscia la Domenica ha parlato spesso introducendo i servizi.

## Riconoscimenti
Il 9 aprile 2011 Mingo riceve dal Foggia Film Festival il Premio Figlio di Puglia.